# Hilletje Rivier
Hilletje Rivier (getauft 15. Mai 1768 in Amsterdam; gestorben 10. Oktober 1843 ebenda) war eine niederländische Schauspielerin.

## Leben
Hilletje Rivier wurde am 15. Mai 1768 in Amsterdam getauft. Sie war die Tochter des Theaterdichters und reisenden Schauspielers Simon Rivier (1734–zwischen 1790/1815) und Catharina Jacoba van der Vliet (1735–1815). Sie hatte zwei Brüder Jan (1763) und Hendrik (1766). Ihr Vater war mit dem Amsterdamer Theater verbunden. Die Familie zog 1774 nach Rotterdam, da ihr Vater ein Engagement am dortigen Theater hatte. Hilletje Riviers Bruder Carel Philippus wurde dort im selben Jahr geboren und ihre Schwester Gerbranda einige Jahre später. Auch Gerbranda wurde Schauspielerin. Die Bühnenkarriere von Hilletje Rivier begann um 1774 am Theater von Jan Punt in Rotterdam. Zu dem Zeitpunkt war sie etwa sechs Jahre alt. Im Jahr 1786 war sie wahrscheinlich noch mit diesem Theater verbunden, das nun unter einer anderen Leitung stand. Am 1. April 1786 heiratete Hilletje Rivier in Rotterdam den Bühnenschauspieler Jan Adriaan Roos (1766–1800) und vier Monate später wurde dort ihr erstes Kind, Nicolaas Jan, geboren.
Anhand der Geburtsorte ihrer folgenden fünf Kinder lassen Rückschlüsse auf die Spielorte zu, die das Ehepaar Roos-Rivier aufsuchten. Tochter Anna Katharina wurde 1787 in Leiden und Jacoba Christina 1791 in Dordrecht geboren. Danach waren sie mit Andries Snoeks Ensemble verbunden, das damals im Rotterdamer Theater spielte. In den Jahren 1793–1795 reiste die Truppe durch Brabant und besuchte vermutlich 1794 Gent, da Hilletje Rivier in diesem Jahr dort eine Tochter bekam, Maria Charlotta. Im Jahr 1795 wurde Snoeks gesamte Truppe vom Theater in Amsterdam engagiert. Hilletje und Jan Adriaan tauften dort im Dezember 1796 ihren Sohn Jan Adriaan. Ein Kind wurde 1797 in Amsterdam begraben.
Ihre Tochter Louise Carolina wurde am 21. März 1800 in Amsterdam lutherisch getauft, zusammen mit der fast sechsjährigen, bis dahin offenbar ungetauften Maria Charlotta. Sechs Monate später starb Jan Adriaan Roos unerwartet im Alter von nur 34 Jahren. Hilletje Rivier blieb mit vier minderjährigen Kindern zurück. Sie hat nicht erneut geheiratet. Hilletje Rivier blieb der Stadsschouwburg Amsterdam verbunden. Sie spielte „Karikaturen“ und „vertraute Charaktere“, Rollen des zweiten Plans. Sie ist wahrscheinlich die „Miss Roos“, die 1812 in Leeuwarden ein paar Mal mit „Mr. Greive“ einen „Pas de shawl“ tanzte. Das war zweifellos der Ballettmeister des Amsterdamer Theaters, Pieter Greive, unter dessen Leitung Polly Cuninghame damals mit genau diesem Tanz berühmt wurde.
Es ist unklar, wann Hilletje Rivier ihre Bühnenkarriere beendet hat. Vermutlich hörte sie vor 1821 auf zu arbeiten, da bei der Hochzeit ihrer Tochter Maria Charlotta bei ihr, „außer Beruf“ in die Urkunde eingetragen wurde. Hilletje Rivier starb am 10. Oktober 1843 in einem Haus in der Lange Leidsedwarsstraat.